# Sphex leuconotus
Sphex leuconotus là một loài côn trùng cánh màng trong họ Sphecidae, thuộc chi Sphex. Loài này được Brull� miêu tả khoa học đầu tiên năm 1833.